# Заменцин
Заменцин (пол. Zamęcin, нім. Sammenthin) — село в Польщі, у гміні Хощно Хощенського повіту Західнопоморського воєводства.
Населення — 490 осіб (2011).
У 1975-1998 роках село належало до Гожовського воєводства.

## Демографія
Демографічна структура станом на 31 березня 2011 року:
|          | Загалом | Допрацездатний вік | Працездатний вік | Постпрацездатний вік |
| -------- | ------- | ------------------ | ---------------- | -------------------- |
| Чоловіки | 237     | 63                 | 153              | 21                   |
| Жінки    | 253     | 49                 | 144              | 60                   |
| Разом    | 490     | 112                | 297              | 81                   |